# Іванівка (Вінницький район)
Іва́нівка — село в Україні, у Лука-Мелешківській сільській громаді Вінницького району Вінницької області.

## Історія
7 (20) листопада 1917 року, відповідно до Третього Універсалу Української Центральної Ради, увійшло до складу Української Народної Республіки.
24 грудня 2018 року місцева парафія УПЦ МП ухвалила рішення приєднатися до Православної Церкви України.
12 червня 2020 року, відповідно розпорядження Кабінету Міністрів України № 707-р «Про визначення адміністративних центрів та затвердження територій територіальних громад Вінницької області», село увійшло до складу Дашівської міської територіальної громади.
19 липня 2020 року, в результаті адміністративно-територіальної реформи і ліквідації Іллінецького району, село увійшло до складу Гайсинського району.

## Географія
У селі бере початок Безіменна річка, притока Батога.

## Археологічні пам'ятки
У селі виявлено поселення трипільської культури. Пам'ятка розташована поблизу села.